# جیمز ام. جینس
جیمز ام. جینس، (به انگلیسی: James M. Jenness) (زاده ۱۹۴۶) کارآفرین، سیاست‌مدار و مدیر ارشد اجرایی آمریکایی است، که در حال حاضر به‌عنوان رییس هیئت مدیره شرکت کیلوگ فعالیت می‌کند.